# Montalto Carpasio
Montalto Carpasio är en kommun i provinsen Imperia i regionen Ligurien i Italien. Kommunen hade 517 invånare (2018).
Kommunen Montalto Carpasio bildades den 1 januari 2018 genom en sammanslagning av de tidigare kommunerna Carpasio och Montalto Ligure.